# Yuyao
Yuyao (en chino simplificado, 余姚市; pinyin, Yúyáo shì) es un ciudad-condado bajo la administración directa de la subprovincia de Ningbo en la Provincia de Zhejiang, República Popular China. El área urbana se localiza en una zona de valle a una altura media de 28 m s. n. m.,bañada al norte por el río Yangtsé, en la bahía de Hangzhou del Mar de la China Oriental. Su área es de 1500,80 km² y su población es de 834 600 habitantes.

## Administración
La ciudad-condado de Yuyao se divide en 21 pueblos que se administran en 6 subdistritos, 14 poblados y 1 villa:
- Subdistritos: Fèng shān jiēdào, yáng míng jiēdào, lí zhōu jiēdào, lán jiāng jiēdào, lǎng xiá jiēdào y dī táng jiēdào.
- Poblados: Xiǎocáo'é zhèn, sì mén zhèn, lín shān zhèn, huáng jiā bù zhèn, mǎ zhǔ zhèn, móu shān zhèn, zhàng tíng zhèn, sānqī shì zhèn, lù bù zhèn, hémǔdù zhèn, liáng nòng zhèn, dà lán zhèn, sì míngshān zhèn y dà yǐn zhèn.
- Villas: Luting

## Historia
Yuyao es conocida por su rico patrimonio de la civilización. La cultura del Neolítico formada en Yuyao es de alrededor de 5000 años a. C. es uno de los sitios más tempranos de la civilización humana en la tierra. La evidencia revela la plantación de arroz en gran escala y otras actividades agrícolas, remo y canotaje.
Yuyao también produjo a muchos eruditos famosos de la historia, por ejemplo, Yan Zi-Ling en dinastía de Han, Yu Fan en el periodo de los tres reinos, Xi Yu de la dinastía Jin, Yu Shinan en la dinastía de Sui. Yuyao fue nombrada entonces como "el más famoso Condado" y "el estado de famosos en la literatura". Durante la guerra contra la agresión japonesa, Yuyao fue uno de las 19 bases de China contra los invasores japoneses y era el centro japonés contra bases de la provincia oriental de Zhejiang.

## Clima
Yuyao tiene un clima subtropical de monzón, húmedo con mucho sol y lluvia. La temperatura media anual es de 16 grados Celsius y los meses más fríos son enero y febrero, los más caliente son julio y agosto. La precipitación media anual es alrededor de 1300 milímetros. De abril a junio es temporada de tifones.
| Parámetros climáticos promedio de Yuyao | Parámetros climáticos promedio de Yuyao | Parámetros climáticos promedio de Yuyao | Parámetros climáticos promedio de Yuyao | Parámetros climáticos promedio de Yuyao | Parámetros climáticos promedio de Yuyao | Parámetros climáticos promedio de Yuyao | Parámetros climáticos promedio de Yuyao | Parámetros climáticos promedio de Yuyao | Parámetros climáticos promedio de Yuyao | Parámetros climáticos promedio de Yuyao | Parámetros climáticos promedio de Yuyao | Parámetros climáticos promedio de Yuyao | Parámetros climáticos promedio de Yuyao |
| Mes                                     | Ene.                                    | Feb.                                    | Mar.                                    | Abr.                                    | May.                                    | Jun.                                    | Jul.                                    | Ago.                                    | Sep.                                    | Oct.                                    | Nov.                                    | Dic.                                    | Anual                                   |
| --------------------------------------- | --------------------------------------- | --------------------------------------- | --------------------------------------- | --------------------------------------- | --------------------------------------- | --------------------------------------- | --------------------------------------- | --------------------------------------- | --------------------------------------- | --------------------------------------- | --------------------------------------- | --------------------------------------- | --------------------------------------- |
| Temp. máx. media (°C)                   | 8.3                                     | 8.9                                     | 12.8                                    | 18.9                                    | 23.3                                    | 26.7                                    | 31.7                                    | 30.6                                    | 26.7                                    | 22.2                                    | 16.7                                    | 11.1                                    | 19.8                                    |
| Temp. mín. media (°C)                   | 2.8                                     | 3.9                                     | 7.2                                     | 12.2                                    | 17.2                                    | 21.7                                    | 25.6                                    | 25.6                                    | 21.1                                    | 16.1                                    | 10                                      | 4.4                                     | 14                                      |
| Precipitación total (mm)                | 57.8                                    | 75.4                                    | 120.4                                   | 120.0                                   | 142.4                                   | 203.0                                   | 144.7                                   | 168.6                                   | 188.5                                   | 86.0                                    | 65.3                                    | 46.2                                    | 1418.3                                  |
| Días de precipitaciones (≥ 1 mm)        | 11.6                                    | 12.7                                    | 17.1                                    | 15.9                                    | 16.1                                    | 16.5                                    | 12.3                                    | 13.8                                    | 13.8                                    | 10.2                                    | 8.8                                     | 8.7                                     | 157.5                                   |
| Horas de sol                            | 123.7                                   | 108.4                                   | 121.7                                   | 142.4                                   | 156.7                                   | 147.8                                   | 243.8                                   | 238.0                                   | 171.5                                   | 166.5                                   | 143.4                                   | 146.1                                   | 1910                                    |
| Humedad relativa (%)                    | 76                                      | 78                                      | 80                                      | 81                                      | 82                                      | 86                                      | 83                                      | 83                                      | 83                                      | 80                                      | 77                                      | 75                                      | 80.3                                    |
| Fuente n.º 1: Weatherbase               |                                         |                                         |                                         |                                         |                                         |                                         |                                         |                                         |                                         |                                         |                                         |                                         |                                         |
| Fuente n.º 2: Ningbo Climate Studies    |                                         |                                         |                                         |                                         |                                         |                                         |                                         |                                         |                                         |                                         |                                         |                                         |                                         |